# 萊昂納多大廈 (桑頓)
萊昂納多大廈，是位於南非約翰內斯堡桑頓的一個55層多用途房地產開發項目。目前該大廈已建成，高度達234（768英尺），比2019年前非洲最高摩天大樓卡爾登中心高出11（36英尺）。該建築位於莫德街75號，距離約翰內斯堡證券交易所大約100米。
據公佈，頂層佔地2,100平方米的3層空中別墅將以1.8億蘭特的價格進入市場，如果出售，將成為南非有史以來最昂貴的房地產之一。整個結構將耗資20億蘭特，包括200套公寓與11層商業辦公室。
該項目將包括街道商店及地面裙樓，當中設有游泳池、餐廳以及其他幾項設施。發展項目的塔樓部分將建在4層高的裙樓之上。 
自公佈項目以來，大廈的設計已經出現重大變化，最初計劃由AMA建築師事務所負責設計，並預計於2010年完成。
2015年11月17日，萊昂納多大廈開始施工。根據大廈建造商官方網站上的信息，這座建築原本預算的最終高度僅為150（490英尺）。
截至2016年9月初，4層的地下停車場結構已達至地面水平。
到2017年3月中旬，該結構核心大約位於地面以上6層。
到2018年4月下旬，萊昂納多大廈已經超過141米的桑頓市政府大樓，成為桑頓最高的建築物。
到2019年4月中旬，萊昂納多大廈已封頂，正式成為非洲最高的摩天大樓。

## 圖冊

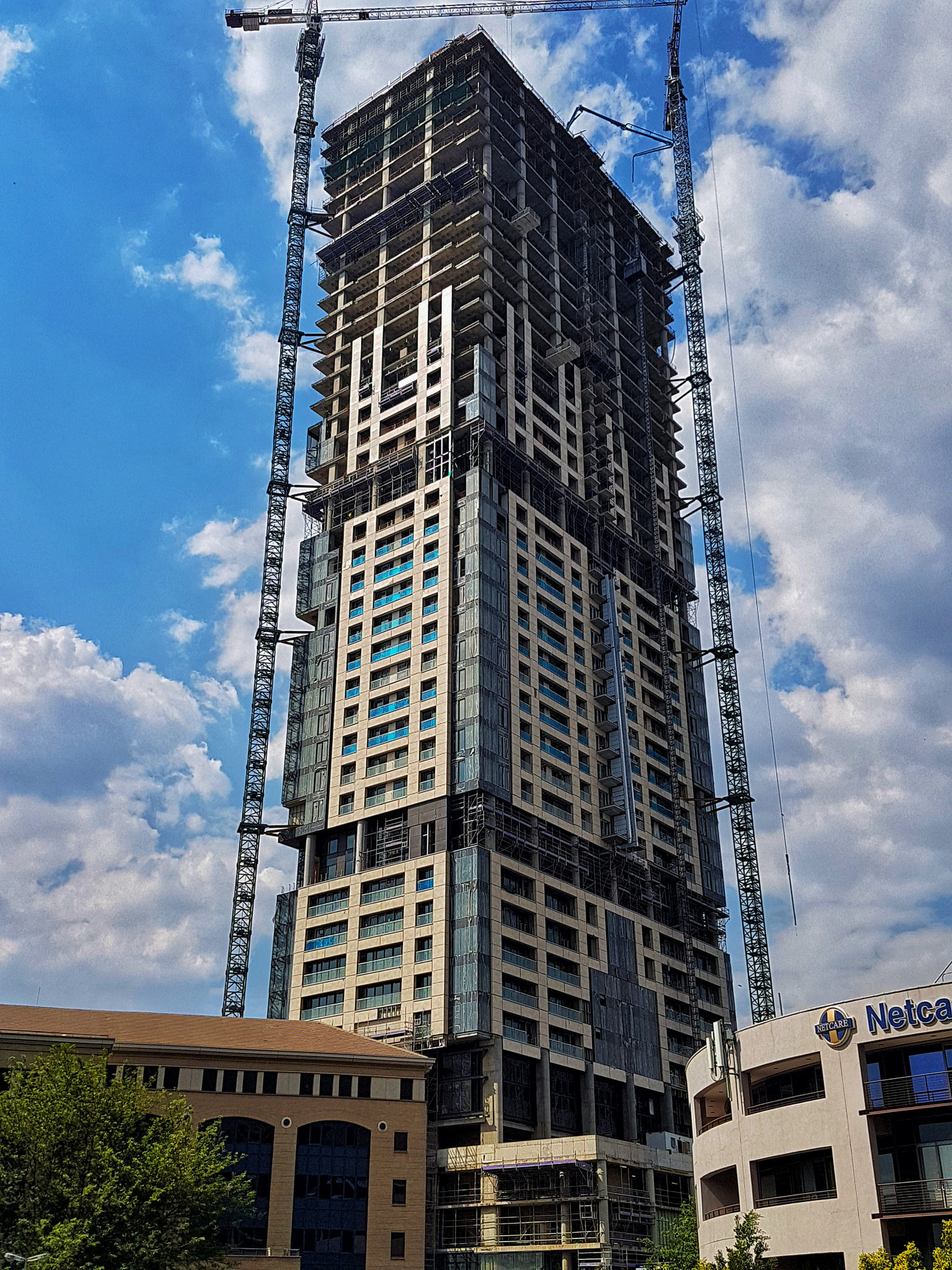
2018年，正在建設中的萊昂納多大廈
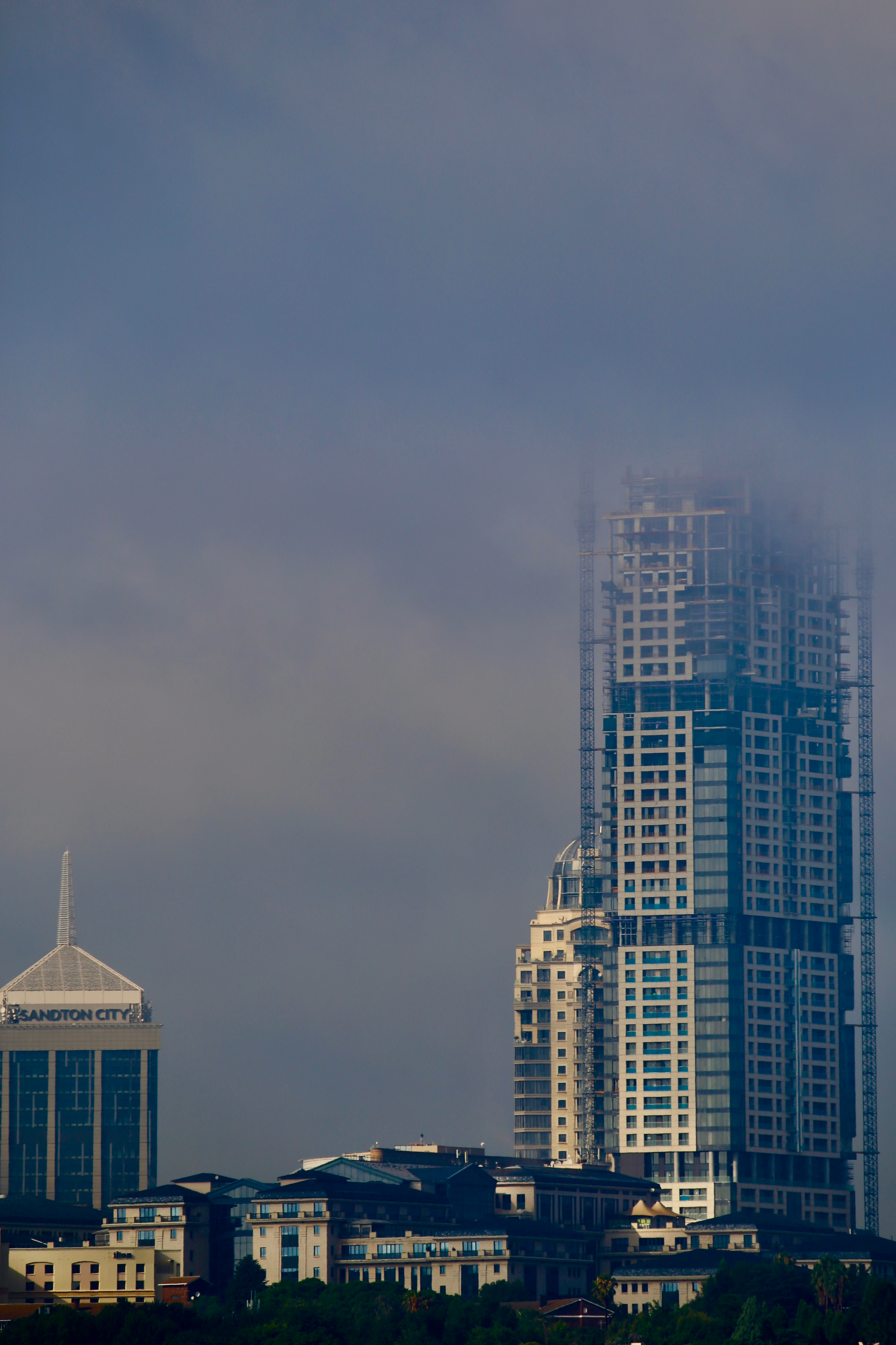
被霧霾部分遮擋的萊昂納多大廈